# Överavkastning
Överavkastning motsvaras av engelskans excess returns (ibland endast med beteckningen ER) och nyttjas för beräkning inom framförallt portföljteori som del av finansiell ekonomi.